# 谢里克·艾哈迈托夫
谢里克·尼格梅托维奇·艾哈迈托夫（羅馬化：Serık Nyğmetūly Ahmetov；1958年6月25日—）哈萨克斯坦政治家，2012年9月24日至2014年4月担任哈萨克斯坦总理。
艾哈迈托夫此前担任过阿斯塔纳副州长、交通部长等职。2005年起他还担任哈萨克最大招商引资平台——国家经济委员会（ATAMEKEN）企业家和雇主联合会董事局主席。

## 生平
艾哈迈托夫1958年出生于苏联哈萨克苏维埃社会主义共和国卡拉干达州的铁米尔套，2006年，艾哈迈托夫被任命为哈萨克斯坦交通和运输部长，2009年3月出任哈副总理，同年11月任卡拉干达州州长。2012年1月，艾哈迈托夫被任命为哈萨克斯坦第一副总理。2012年9月24日，努尔苏丹·纳扎尔巴耶夫总统签署总统令，任命他担任政府总理。
2006年10月25日，艾哈迈托夫在担任交通部长时会见俄罗斯的交通部长伊戈尔·列维京，建议使用先前现在的道路建造一个从哈萨克斯坦南部通过喀山和奥伦堡到圣彼得堡的交通走廊。列维京说，俄罗斯政府将考虑这个提议，但是想要走廊通过车里雅宾斯克。他们还讨论了“从亚洲到欧洲中转飞机”和通过里海运输。列维京计划让一个工作组去阿克套进一步讨论海上运输。11月9日，在阿克套，两个部长签署一项协议，创建一个阿克套和马哈奇卡拉港口之间的火车和渡轮联系。第一艘渡船将在11月10日携带52辆货运汽车的粮食和石油产品。
2006年11月16日，艾哈迈托夫作为交通部长与副总理卡里姆·马西莫夫、财政部长纳塔利娅·科尔若娃、能源和矿产资源部长巴克特科扎·伊茲穆漢別托夫访问中国北京，发展两国关系。
2014年11月，艾哈迈托夫因为涉嫌腐败被逮捕。2015年12月11日，卡拉干达州特别刑事法庭宣布，艾哈迈托夫因为在担任该州州长期间犯下侵吞巨额国有资产、非法经营活动以及滥用职权等多项罪行，被判处10年有期徒刑。